# Медресе Гарибия
Медресе Гарибия (узб. Gʻaribiya madrasasi) — утраченное здание медресе в Бухаре (Узбекистан). Медресе было одним из старейших в Бухаре.

## История
Медресе Гарибия было построено при Хаджи Амонбай и являлось одним из старейших медресе Бухары. Многие великие ученые и религиозные деятели окончили медресе Гарибия, а позже обучали студентов в нём. Согласно некоторым источникам, в этом медресе получил образование основатель суфийского учения Бахауддин Накшбанд.
Ученый-исследователь исламской архитектуры Бухары Абдусаттор Джуманазаров, изучив ряд вакфных документов, предоставил сведения об истории медресе Гарибия. Он нашёл много учредительных документов, связанных с этим медресе. В первом учредительном документе под это медресе в 1883—1884 годах было выделено 100 танобов (стандартный участок земли размером в 60 гектар) земли в Каракульском районе. Копия данного документа о пожертвовании заверена печатью казикаляна Мухаммада Шарифа. В другом вакфном документе этому медресе было отведено 100 акров земли в районе Сариосия Комотского района, однако оригинал документа не сохранился.
По словам Абдурауфа Фитрата, годовые пожертвования медресе составляли 40 тысяч таньга. Другой вакфный документ о медресе содержит информацию о мударри и их зарплате. В частности, зарплата Мусоходжи составляла 77 золотых, муллы Хасана — 40 золотых таньга. Медресе Гарибия функционировало до советской власти. По словам востоковеда Ольги Сухаревой, это медресе находилось в махалле Гарибия и сохранилось несколько помещений этого здания. Садри Зия писал, что в этом медресе было 52 комнаты.